# Castèlnau (Landes)
Castèlnau de Shalòssa (en francès Castelnau-Chalosse) és un municipi francès situat al departament de les Landes i a la regió de la Nova Aquitània.

## Demografia
| 1962                                       | 1968 | 1975 | 1982 | 1990 | 1999 | 2007 |
| ------------------------------------------ | ---- | ---- | ---- | ---- | ---- | ---- |
| 449                                        | 517  | 501  | 475  | 472  | 435  | 515  |
| Des de 1962: població sense dobles comptes |      |      |      |      |      |      |

## Administració
| Període   | Identitat           | Partit |
| --------- | ------------------- | ------ |
| 2001-2008 | Daniel Maurice      |        |
| 2008-     | Christine Fournadet | PS     |